# Gane Tikwa
Gane Tikwa (hebräisch גַּנֵּי תִּקְוָה Gannej Tiqwah, deutsch ‚Gärten der Hoffnung‘, englisch Ganey Tikva, arabisch غني تيكفا,, DMG Ġannī Tīkfā) ist eine von 141 Gemeindeverwaltungen im Zentralbezirk von Israel.

## Lage und Umgebung
Sie grenzt im Westen an Kirjat Ono, im Norden an Petach Tikwa, einen Vorort Tel-Avivs und im Süden an Savjon.

## Geschichte
Gane Tikwa wurde 1949 auf dem Land des palästinensischen Dorfes Al-Abbasija (arab. العبْاسِيّة) gegründet, das 1948 im Palästinakrieg entvölkert wurde. Die ersten historischen Aufzeichnungen über das Dorf Al-Abbasijja stammen aus dem Jahr 1596. Zu dieser Zeit hieß das Dorf Al-Jahudija (arabisch  اليهودية für: „Ort der Juden“). Darin lebt möglicherweise der Name der biblischen Stadt Jehud weiter, die im Buch Josua (Jos 19,45 ) erwähnt wird. Wahrscheinlich wurde dieses während des jüdisch-römischen Krieges (66–73) zerstört. Al-Jahudija wurde 1932 zu Ehren von Scheich Al-Abbas in Al-Abbasija geändert.
Der älteste Teil der Gemeinde ist das Viertel Schikkun haJovel (hebräisch: שִׁיכּוּן  הַיּוֹבֵל für Jubiläumsstadtteil). Erbaut wurde das Viertel im Jahre 1949 von der Organisation „Jubiläum der Bne-Binjamin“, die 1928 zum Jubiläum des 50-jährigen Bestehens von Petach Tikwa, gegründet wurde. Die Einwohner bestanden aus etwa tausend Familien aus Libyen, Rumänien, Polen, Jemen und Marokko. Anfangs gehörte das Viertel administrativ zur Nachbarstadt Petach Tikwa.
Kirjat Jismach Mosche (hebräisch: קִרְיַית יִשְׂמַח מֹשֶׁה) ist ein chassidisches Viertel in Westen der Stadt, das 1962 auf Initiative der Sassow-Chassidim für Einwanderer aus den USA erbaut wurde. Benannt wurde das Viertel nach dem Buch von Mosche Teitelbaum. Dieses Stadtviertel ist am Sabbat für den Verkehr gesperrt.
In dem 1972 erbauten Viertel Nof Savjon findet man hochwertige Apartmenthäuser. Ein ähnliches Viertel wurde mit Giv'at Savjon HaChadascha im Osten an der Grenze zum Ort Gat Rimmon errichtet.

## Demographie
Im Jahr 2018 hatte Gane Tikwa 19.263 Einwohner.

## Städtepartnerschaft
Deutsche Partnerstadt ist seit 2012 Bergisch Gladbach. Der Ganey-Tikva-Platz im Stadtteil Hebborn von Bergisch Gladbach wurde am 6. September 2015 eingeweiht.